# Parécoxib
Le parécoxib est un anti-inflammatoire non stéroïdien (AINS) qui inhibe sélectivement l’isoforme COX-2 de la cyclooxygénase. Il est indiqué pour le soulagement des douleurs de l’arthrose ou de la polyarthrite rhumatoïde ainsi que dans le traitement de la dysménorrhée primaire. Il est déconseillé par la revue Prescrire.

## Mode d'action
Il présente une structure chimique particulière (un sulfonamide avec un groupement méthyle sur l’anneau isoxazole) en comparaison avec les autres inhibiteurs spécifiques de la COX-2. Cette structure permet une liaison supplémentaire avec la COX-2, très près de son site actif.

## Administration
Le parécoxib a été le premier des inhibiteurs de la COX-2 disponible commercialement pour l'administration parentérale (par voie intraveineuse ou intramusculaire) contre les douleurs postopératoires aiguës chez les adultes.